# Europa Clipper
Europa Clipper (рабочее название — Europa Multiple-Flyby Mission) — автоматическая межпланетная станция НАСА для изучения шестого спутника Юпитера — Европы, на предмет её способности к поддержанию жизни. Запуск станции состоялся 14 октября 2024 года, первый пролет Европы и начало основной исследовательской программы ожидается в апреле 2030 года. Миссия Europa Clipper обеспечит номинальный гарантированный период работоспособности зонда в районе Европы не менее 109 дней. Общее время исследований Европы составит 3,5 года, за которые зонд совершит 45 облётов спутника на высоте от 2700 до 25 км (для сравнения — максимальное сближение «Галилео» составляло 200 км). Крупнейшая (как по размерам, так и по массе) АМС, созданная НАСА. 

## История проекта

### Пре-фаза А
- До 2009 года проект являлся частью международной программы Europa Jupiter System Mission (НАСА/ЕКА/Роскосмос/JAXA), запланированной к запуску на 2020 год, и назывался Jupiter Europa Orbiter (JEO).
- В начале 2011 года миссия JEO была отменена в связи с её дороговизной (4,7 млрд долл.), сокращением некоторых исследовательских программ в пользу изучения Марса и сложностью посадки спускаемого аппарата на поверхность Европы (детализация изображений, полученных «Галилео», не позволяет судить о характере поверхности спутника).
- В апреле 2011 года был представлен удешевлённый наследник миссии JEO — проект Europa Clipper, орбитальный зонд стоимостью 2 млрд долл. (без учёта стоимости ракеты-носителя Atlas V 551 и запуска).
- В марте 2012 года состоялась презентация проекта Europa Clipper на ежегодной конференции OPAG (Outer Planets Assassemet Group).
- 10 апреля 2013 года — администрация президента США опубликовала предложение к НАСА на 2014 бюджетный год по сокращению на 200 млн долларов финансирование программ, связанных с изучением дальних планет Солнечной системы. Таким образом, финансирование и разработка программы миссии к Европе начнется не ранее 2015—2016 годов, после принятия бюджета на 2015 финансовый год.
- В июле 2013 года научные команды Europa Science Definition Team, JPL и лаборатории прикладной физики Университета Джонса Хопкинса представили на конференции OPAG совместный доклад, развивающий идеи проекта Europa Clipper, положенные в апреле 2011 года.
- В начале сентября 2013 года стало известно, что команда, прорабатывающая концепцию миссии Europa Clipper, отказалась от использования разрабатываемого НАСА радиоизотопного генератора энергии нового поколения (Advanced Stirling Radioisotope Generator, ASRG). Причиной отказа стали проблемы с надежностью ASRG и экстремальные радиационные условия системы Юпитера. В качестве источника энергии для Europa Clipper прорабатываются только MMRTG (Multi-Mission Radioisotope Thermoelectric Generator, подобный источник установлен в MSL, а гарантированный срок его службы составляет не менее 14 лет) и солнечные панели (панели размером 2×9 м, установленные в зонде «Юнона», вырабатывают 150 ватт энергии, что эквивалентно вырабатываемой энергии от MMRTG)[8].
- 13 января 2014 года на конференции OPAG были представлены обновленные данные по проекту миссии.
- 4 марта 2014 года НАСА объявило о планах отправки миссии к Европе: в проекте американского бюджета на 2015 год для этой цели целенаправленно выделено 15 млн долларов (всего за последние годы на проработку различных аспектов миссии потрачено более 150 млн). Фаворитом среди предложенных проектов является проект миссии Europa Clipper. Предполагаемая дата запуска была сдвинута с 2021 на 2024 год с прибытием в систему Юпитера в 2031 году.
- 28 апреля 2014 года НАСА выпустило пресс-релиз[9], согласно которому агентство в состоянии профинансировать лишь такую миссию к Европе, чья стоимость не превысит 1 млрд долларов.
- В середине июля 2014 года НАСА объявило о готовности выделить 25 млн долларов на разработку инструментов для будущего зонда. Поскольку американское агентство не смогло определиться со списком необходимых приборов, был объявлен конкурс на лучшее предложение по наиболее эффективному изучению Европы. Предложения будут рассмотрены группой экспертов, которая соберется 17 октября, а в апреле 2015 года будут отобраны 20 заявок-победителей[10]. В итоге экспертная группа определит восемь приборов, которые будут установлены на зонде.
- В октябре 2014 года JPL включила 10 концептов наноспутников формата CubeSat в рамках расширения работ над миссией Europa Clipper.
- 3 октября 2014 года JPL отказалось от применения в зонде РИТЭГ в пользу солнечных панелей.
- В декабре 2014 года стало известно, что бюджет НАСА на 2015 финансовый год по сравнению с бюджетом 2014 года будет увеличен, что позволило в целом увеличить расходы на Planetary Science и напрямую выделить на исследования Европы ассигнования в размере 118 млн долларов. Несмотря на то, что миссии НАСА к Европе официально не существует, данное обстоятельство повышает шансы на её старт в 2016 году. В этом случае запуск аппарата будет возможен к середине 2022 года.
- В феврале 2015 года был представлен бюджет НАСА на 2016 фискальный год, согласно которому на разработку миссии к Европе планируется выделить 30 млн долларов. Эта сумма будет в дальнейшем пересчитана с учётом поправки, внесенной по результатам предварительного обзора, именуемого Key Decision Point А (KDP-A), проекта миссии перед переходом к этапу формулирования требований, который начнется спустя несколько месяцев. Таким образом, данное обстоятельство можно считать официальным стартом подготовки миссии к Европе. Всего на программу в течение пяти лет с 2016 года НАСА собирается выделить 255 млн долларов. Несмотря на то, что в документах НАСА не указаны ни полные затраты на разработку миссии, ни дата запуска, учёные, занятые в проработке концепта миссии, утверждают, что оценивать затраты не имеет смысла по крайней мере до достижения работ стадии Key Decision Point C (KDP-С), которая при нынешних темпах состоится не ранее мая 2018 года. Запуск аппарата наиболее вероятен в середине 2020-х гг[источник не указан 3828 дней].
- В конце февраля 2015 года на конференции OPAG были представлены обновленные данные по проекту миссии.

### Фаза А (предпроектный этап)
- май 2015 года — февраль 2017 года — предпроектные работы длительностью 20 месяцев, получившие название «Фаза А» (англ. Phase A).
- 26 мая 2015 года НАСА объявило о выборе 10 научных инструментов из 33 предложенных вариантов, которые будут установлены в зонде.
- 18 июня 2015 года НАСА объявило о завершении этапа рассмотрения концепции миссии, одобрило её и тем самым дало ход опытно-конструкторским работам, в ходе которых будут созданы научные приборы и собран сам зонд. Название «Europa Clipper» с этого момента больше не является официальным названием миссии.
- В конце августа 2015 года на конференции OPAG были представлены обновлённые данные по проекту миссии.
- В конце 2015 года Конгресс США принял решение увеличить бюджет НАСА, в результате чего на разработку миссии к Европе будут выделены 175 млн долларов, что в 6 раз превышает сумму, ранее запрошенную НАСА. Столь значительное увеличение бюджета миссии предполагает дополнительно к зонду создание спускаемого на поверхность Европы аппарата. Финансирование разработки РКН SLS, который считается наиболее приемлемым вариантом носителя для зонда, также будет увеличено.
- 1 февраля 2016 года на встрече Группы по изучению внешних планет представители НАСА обсудили возможные варианты включения в миссию к Европе спускаемого аппарата для поисков следов присутствия жизни.
- 1 февраля 2016 года — на конференции OPAG были представлены обновленные данные по проекту миссии.
- В конце февраля 2016 года началось формирование научной группы по определению целей, целесообразности различных исследований и общих параметров спускаемого аппарата в составе миссии к Европе. Группа должна завершить свою работу к середине 2016 года.
- В конце мая 2016 года стало известно о желании НАСА отправить к Европе два аппарата вместо одного. Первый — орбитер, второй — лендер, разработку которого дополнительно готов профинансировать Конгресс США. В 2017 году на всю программу Конгресс готов выделить впятеро больше изначально запрошенных НАСА средств — 260 млн долларов вместо 49 млн. Предполагалось, что запуск орбитального аппарата произойдет не позже 2022 года, а посадочного — не позднее 2024 года.
- В июне 2016 года стартовала первая фаза разработки миссии — Science Definition Team (SDT, научное определение миссии) — в рамках которой команда из двух десятков учёных начала формировать цели миссии, возможность её осуществления и научную ценность исходя из возможностей бюджетного финансирования проекта.
- 11 августа 2016 года — на конференции OPAG были представлены обновленные данные по проекту миссии и проекту посадочного зонда.
- 26 сентября 2016 года НАСА объявило о повторном обнаружении гейзеров на Европе, точное подтверждение существования которых будет возможно после 2018 года, когда будет запущен космический телескоп «Джеймс Уэбб». В случае подтверждения существования гейзеров и анализа полученных данных будет принято решение о необходимости установки на зонд инструментов для забора водного состава.
- 9 февраля 2017 года команда ученых НАСА завершила работу над стадией SDT, начавшейся в июне 2016 года и завершившейся публикацией данных о первом прототипе спускаемого аппарата и общем характере ведения миссии.
- 22 февраля 2017 года на конференции OPAG были представлены обновленные данные по проекту миссии и проекту посадочного зонда.

### Фаза B (этап эскизного проектирования)
- 27 февраля 2017 года завершилась предпроектной стадии «Фаза A» и переход к стадии «Фаза B»[11], которая продлится до сентября 2018 года и закончится формированием предварительного дизайна зонда и его систем. Также будут продолжены работы, начатые в период осуществления Фазы А, — тестирование компонентов зонда, включая солнечные панели и части научного оборудования. Этап эскизного проектирования продлится до августа 2018 года[12].
- 6 сентября 2017 года на конференции OPAG были представлены обновленные данные по проекту миссии, из которых следует, что в целях полного обеспечения электропитанием научных приборов необходимо будет увеличивать площадь солнечных панелей зонда.
- 21 февраля 2018 года на конференции OPAG были представлены обновленные данные по проекту миссии.
- 11 сентября 2018 года на конференции OPAG были представлены обновленные данные по проекту миссии.
- 5 марта 2019 года НАСА объявило об отмене разработки инструмента ICEMAG ввиду сложности его создания и сопутствующих возрастания затрат и выбивания из графика. Стоимость создания ICEMAG оценивается 45.6 млн долларов, что в 3 раза выше изначальных оценок. Вместо ICAMAG будет разработан более дешёвый и менее сложный магнитометр[13].
- 23 апреля 2019 года на конференции OPAG Роберт Паппалардо сообщил, что магнитомер, который предлагается на замену отмененного ICEMAG, значительно хуже оригинального инструмента: если ICEMAG смог бы измерить толщину ледяной коры Европы с точностью до 20 километров, то у нового прибора разброс составит 20—100 км, что ненамного лучше тех данных, которые есть в настоящее время. Производительность магнитометра также будет зависеть от проводимости подледного океана — в случае, если он высокопроводимый, то новый магнитометр будет выдавать слишком много ошибочных данных[14].
- 29 мая 2019 года генеральный инспектор НАСА (Inspector General, OIG) опубликовал отчет, из которого следует, что осуществить запуск Europa Clipper в 2023 году, скорее всего, не удастся. Наиболее вероятная дата запуска — 2024 или 2025 год[15].

### Фаза C
С августа 2019 года по декабрь 2020 года (16 месяцев).
- 19 августа 2019 года НАСА объявило о переходе проекта в фазу С (Key Decision Point C)[16][17].
- 21 августа 2019 года на конференции OPAG были представлены обновленные данные по проекту миссии. Число облетов Европы было предложено увеличить с 45 до 48.
- 27 августа 2019 года генеральный инспектор НАСА Пол Мартин опубликовал письмо, из которого следует, что из-за Лунной программы США запуск Europa Clipper, скорее всего, придется отложить до 2025 года, так как все доступные сверхтяжелые носители SLS будут задействованы в программе «Артемида». В случае, если сам аппарат будет готов в 2023 году, его законсервируют на складе примерно на 2 года, каждый месяц хранения будет обходиться от 3 до 5 млн долларов; при этом НАСА готово выделить в общей сложности 250 млн долларов на все сопутствующие мероприятия на период хранения Europa Clipper на складе[18][19].

### Фаза D
С января 2021 года по июль 2022 года (18 месяцев).
- 24 июля 2021 года НАСА заявило о выборе для запуска Europa Clipper ракеты-носителя Falcon Heavy с дополнительным твердотопливным разгонным блоком (позднее от использования разгонного блока было решено отказаться).

### Фаза E

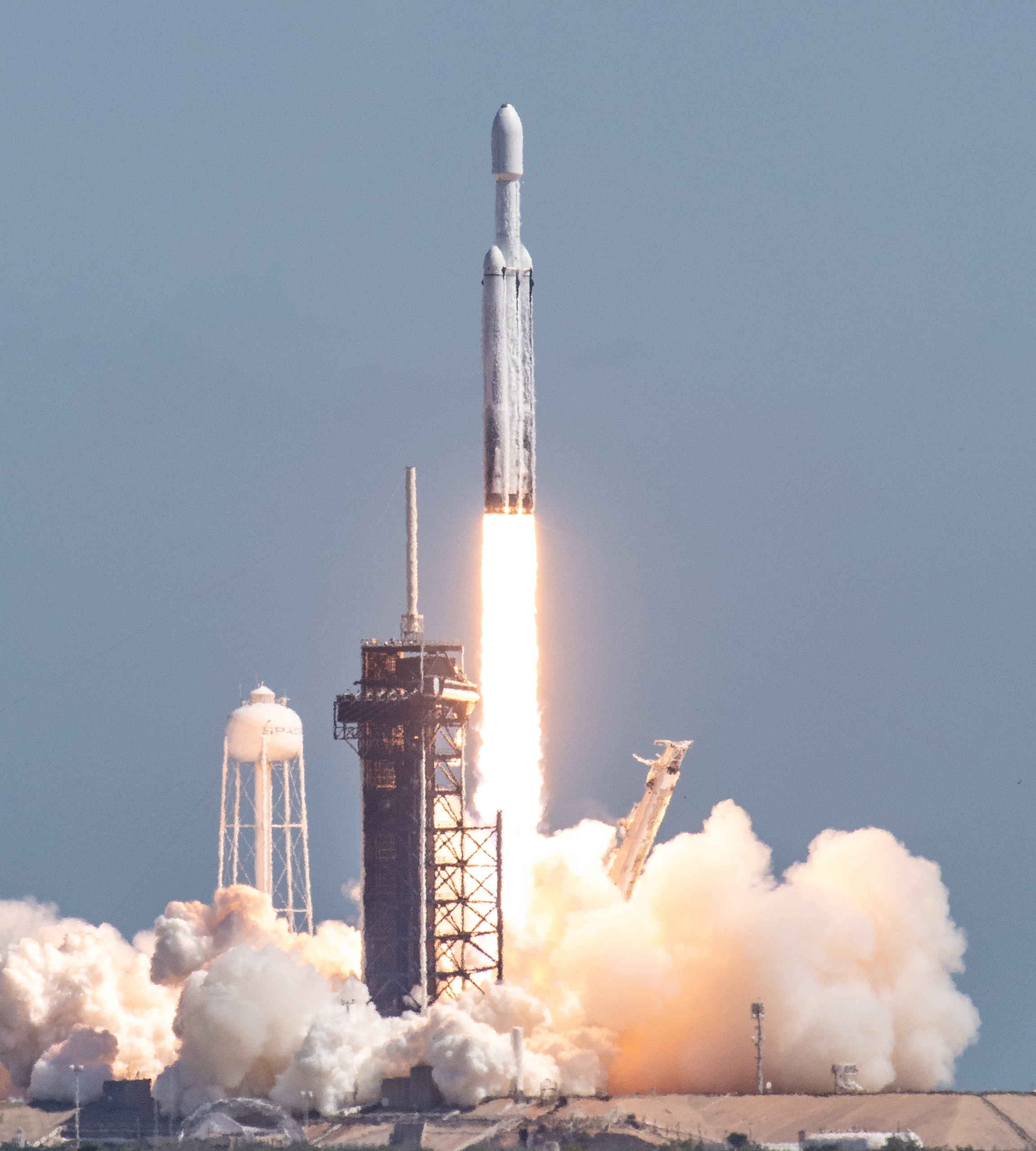
Запуск Europa Clipper

С июля 2022 года по октябрь 2024 года (28 месяцев).
- Фазы С, D и Е включали в себя работы над финальным дизайном зонда, его сборку, тестирование всех систем и сам запуск в космос.
- Запуск состоялся 14 октября 2024 года.

## Научная команда проекта
- Курт Нибур — научный руководитель программы исследования Европы.
- Барри Голдстейн — руководитель предпроектного этапа работ.
- Роберт Паппалардо — научный сотрудник предпроектного этапа работ.
- Кевин Хенд — астробиолог, JPL.

## Оценка стоимости и финансирование проекта

### Оценка стоимости проекта
- В 2011 году National Research Council оценил стоимость создания орбитального аппарата для исследования Европы в сумму не менее 2.04 млрд долларов.
- По состоянию на начало 2015 года стоимость реализации проекта колебалась от 1,8 до 2,3 млрд долларов (без учёта стоимости ракеты-носителя и запуска). Разработка спускаемого аппарата может дополнительно обойтись в 700 млн долларов.
- По состоянию на середину 2017 года стоимость проекта составит 2,48 млрд долларов, при условии его готовности к запуску к 2022 году[20].
- По состоянию на май 2019 года, стоимость проекта, по расчетам аудиторов, составит 3.5—4 млрд долларов[15].

### Финансирование проекта
- В период с 2013 по 2019 год Конгресс выделил 2 млрд долларов на финансирование миссии при запросах НАСА лишь в 785 млн.
- Стоимость создания девяти научных инструментов аппарата в период с мая 2015 по июнь 2016 годов выросла на 52 % — с 325 млн до 493 млн долларов.

### Ракета-носитель
В связи со значительной удаленностью Юпитера от Земли и высокой массой самого аппарата, наиболее практичным вариантом способом доставки Europa Clipper является использование сверхтяжёлой ракеты-носителя.
НАСА оценивает использование сверхтяжелой SLS в 876 млн долларов против примерно 450 млн долларов за использование тяжелой Delta IV Heavy или сверхтяжелой Falcon Heavy. Однако в отличие от последних, SLS способна доставить Europa Clipper до Юпитера напрямую (без гравитационных манёвров) — менее, чем за три года и, как следствие, сэкономит несколько сотен миллионов долларов за счет сокращения расходов на зарплаты сотрудникам миссии, содержание наземной инфраструктуры и т. д. В итоге, разница в стоимости составит менее 300 млн долларов. Другая проблема заключается в том, что НАСА должно было заказать SLS в сентябре 2018 года с тем, чтобы та была готова к пусковому окну в июле 2023 года, однако по состоянию на март 2019 год заказ все ещё не был сделан. При этом само НАСА оценивает производство SLS в 52 месяца плюс 6 месяцев на подготовку к запуску, что фактически означает невозможность осуществить запуск Europa Cliper на SLS в 2023 году.
24 июля 2021 года НАСА сообщило, что выбрало ракету-носитель Falcon Heavy компании SpaceX для доставки Europa Clipper к Юпитеру. Дата запуска — 14 октября 2024 года; стоимость контракта — 178 млн долларов.

## Цели и задачи проекта
Перед Europa Clipper стоят две главные цели:
- исследовать Европу на предмет её способности к поддержанию жизни;
- собрать достаточное количество информации для определения места посадки спускаемого аппарата в составе следующей миссии.

Для достижения этих целей перед Europa Clipper поставлено три основных задачи:
- Ледяная оболочка и океан: подтвердить существование подледного океана и полыней и изучить процессы взаимодействия ледяной корки и океана.
- Структура: определить распределение и химический состав основных соединений и их связи в подледном океане.
- Геология: охарактеризовать поверхность, включая места недавней и текущей активности.

Ожидается, что с помощью космического телескопа «Джеймс Уэбб» будут получены изображения Европы в высоком разрешении, которые позволят начать изучение регионов с гейзерами и высокой геологической активностью и которые также помогут конкретизировать регионы исследований для Europa Clipper.

## Сценарий миссии
| Сегодня 289 день из 2000 дней полёта до прибытия зонда в систему Юпитера и начала исследований Европы. Начало исследований Европы ожидается через 4 года 8 месяцев 7 дней. Из всего пути: 14,5 % завершено |  |
| \| \| \| |  |
| |  |

Запуск зонда произошёл 14 октября 2024 года в начале стартового окна в 21 день. В ходе перелёта до Юпитера планируются гравитационные манёвры у Марса и Земли.
Фаза межпланетного перелёта
- 14 октября 2024 года — запуск (стартовое окно длительностью 21 день).
- 1 марта 2025 года — первый гравитационный манёвр (Марс).
- декабрь 2026 года — второй гравитационный манёвр (Земля).

Фаза исследования Европы
- апрель 2030 года — прибытие зонда в систему Юпитера и начало исследований Европы (109 дней). В течение номинальной миссии Europa Clipper передаст 1,4 Тбайт данных, включая изображения высокого разрешения с детализацией вплоть до 0,5 м на пиксель, данные радиолокационного зондирования и спектры поверхности, а также измерения магнитного поля. Во время ближайшего сближения зонда с поверхностью (25 км от замороженной поверхности спутника) радар определит толщину ледяной коры Европы и глубину лежащего под ней водного океана (а при наиболее благоприятном стечении обстоятельств — даже его солёность). По полученным в ходе миссии результатам будет определено место посадки спускаемого аппарата в составе следующей миссии.
- октябрь 2033 года — номинальное завершение миссии.
- По истечении номинального срока миссия может быть продлена. Продление миссии технически возможно до тех пор, пока у аппарата будет достаточно топлива, а радиация не выведет из строя электронику.
- Миссия завершится столкновением зонда с Ганимедом.(?)

### Траектория полёта
Траектория полёта миссии Europa Clipper

## Характеристики

### Ракета-носитель
Europa Clipper выведен на орбиту ракетой-носителем Falcon Heavy, перелет займет 5,5 лет с гравитационными манёврами у Марса и Земли в феврале 2025 года и декабре 2026 года соответственно. Прибытие в систему Юпитера намечено на апрель 2030 года.

### Конструкция
- Полная масса: 6065 кг.
- Сухая масса: 2670 кг.
- Масса радиационной защиты: 54 кг (расчетная суммарная доза облучения за время работы аппарата: 2.78 МРад). В процессе создания радиационной защиты были учтены данные, полученные от зонда Juno.
- Передача данных на Землю: 3-м high-gain антенна со скоростью передачи 134 кбит/с; 80 Гбит данных за каждый облёт Европы.
- 24 двигателя малой тяги на двухкомпонентном топливе.
- Источник питания: две солнечные панели, состоящие из 4,5 сегментов каждая, общей площадью 102 м2; литий-ионная аккумуляторная батарея емкостью 336 Ампер-часов.
- RAD750, 512 Гбит NAND.

### Научная аппаратура
26 мая 2015 года НАСА объявило о выборе из 33 первоначально предложенных вариантов научными организациями и университетами 9 научных приборов, на разработку которых потратит 110 млн долларов за 3 года.
| Наименование инструмента                                        | Сокр.    | Описание |
| --------------------------------------------------------------- | -------- | --- |
| Исследование ледяной корки и подледного океана                  |          | |
| Plasma Instrument for Magnetic Sounding                         | PIMS     | Вместе с магнитометром определит толщину ледяной коры поверхности Европы, глубину океана и его соленость. - Руководитель проекта: Джозеф Вестлайк, Лаборатория прикладной физики университета Джонса Хопкинса, штат Мэриленд |
| Interior Characterization of Europa using Magnetometry          | ICEMAG   | Измерит магнитное поле у поверхности Европы и посредством электромагнитного зондирования спутника также выяснит толщину и соленость подледного океана Европы. - Руководитель проекта: Кэрол Раймонд, Лаборатория реактивного движения, Пасадена |
| Radar for Europa Assessment and Sounding: Ocean to Near-surface | REASON   | Двухчастотный радар (УКВ-диапазон: 60 МГц, КВ-диапазон: 9 МГц), который выполнит радарное сканирование поверхности спутника для определения внутренней структуры его ледяной корки (наличие в ней полостей и иных образований) и течений в подледном океане. - Масса электроники: 17,5 кг. - Масса антенны: 14,7 кг. - Полная масса: 32,2 кг. - Длина антенны: 16 м. - Потребляемая энергия: 55 Вт. - Собираемый объём данных за каждый облет: 24 Гбит. - Руководитель проекта: Дональд Бланкеншип, Техасский университет, Остин |
| Исследование геологической структуры                            |          | |
| Europa Imaging System                                           | EIS      | Узко- и широкоугольная камеры этого инструмента произведут сканирование большей части поверхности спутника с точностью до 50 метров, а отдельных участков — до 0,5 метра. - Разрешение матрицы — 4096×2048, CMOS. - Полный объём сжатых данных составит 487 Гбайт (11 Гбайт за каждый облет), распакованных — около 2,6 Тбайт. - Руководитель проекта: Элизабет Тартл, Лаборатория прикладной физики университета Джонса Хопкинса, штат Мэриленд |
| Europa Thermal Emission Imaging System                          | E-THEMIS | Проведёт высокоточное исследование теплового излучения Европы и поможет в определении участков с гейзерами на поверхности спутника. Инструмент является наследником прибора THEMIS, установленного на борту зонда «Марс Одиссей», и прибора OTES, разрабатываемого для зонда OSIRIS-REx. - Руководитель проекта: Филип Кристенсен, Университет штата Аризона, Темпе |
| Исследование структуры                                          |          | |
| MAss SPectrometer for Planetary EXploration/Europa              | MASPEX   | Исследует состав водяных выбросов из глубин Европы в её крайне разреженную атмосферу и таким образом поможет изучению приповерхностного океана. - Руководитель проекта: Джек Уэйт, Юго-западный исследовательский институт, Сан-Антонио |
| Ultraviolet Spectrograph/Europa                                 | UVS      | Зафиксирует водяные выбросы на поверхности Европы. В основном именно этот инструмент займется исследованиями атмосферы спутника Юпитера. Инструмент является наследником ультрафиолетовых спектрографов, установленных на зонды Rosetta, New Horizons, Lunar Reconnaissance Orbiter, Juno и JUICE (разрабатывается той же командой и является практически его копией). - Масса прибора: 6,43 кг. - Масса радиационной защиты: 11,1 кг. - Полная масса: 17,5 кг. - Размеры: 34,6 см x 38,2 см x 14,5 см. - Потребляемая энергия: 9,7 Вт. - Спектральный диапазон: 55-210 нм. - Руководитель проекта: Курт Ризерфорд, Юго-западный исследовательский институт, Сан-Антонио |
| SUrface Dust Mass Analyzer                                      | SUDA     | Измерит физические характеристики малых твердых частиц, выбрасываемых из недр Европы. - Руководитель проекта: Саша Кемпф, Колорадский университет, Боулдер |
| Mapping Imaging Spectrometer for Europa                         | MISE     | Исследует химический состав спутника, в частности содержание солей, минералов, органических веществ и воды у поверхности и в недрах Европы. Это один из инструментов, способный указать на наличие жизни. - Руководитель проекта: Диана Блейни, Лаборатория реактивного движения, Пасадена |

Отдельно агентство отметило инструмент SPace Environmental and Composition Investigation near the Europan Surface (SPECIES), разрабатываемый под руководством Мехди Бенна в Центре космических полетов Годдарда НАСА в Мэриленде. Этот прибор сочетает возможности масс-спектрографа и газового хроматографа. Ожидается, что он найдет применение если не в предстоящей, то в будущих миссиях.
Минимальный перечень научных приборов состоит из следующих позиций:
- Камера (для съемки поверхности и построения её 3D-модели). Максимальная детализация: 0,5 м на пиксель. Детализация с высоты 100 км: 25 м на пиксель.
- ИК-спектрометр (для определения химических маркеров).
- Радар (для сканирования и проникновения в ледяную оболочку).

Рекомендуемый перечень научных приборов включает три дополнительных инструмента:
- Магнитометр и Зонд Ленгмюра (для определения солености океана).
- Масс-спектрометр нейтральных частиц (для определения состава экзосферы).
- Прибор для подтверждения наличия океана.

### Наноспутники
В 2014 году JPL предложила ряду американских университетов проработать идеи создания отделяемых миниатюрных спутников формата CubeSat, которые комплектовались бы ксеноновыми двигателями и предназначались для исследования гипотетических гейзеров Европы, гравитационных, магнитных и радиационных полей спутника, а также сканирования поверхности на предмет поиска пригодных мест посадки для будущих миссий. Были выбраны 10 концептов для дальнейшей проработки.
Реализация подобного проекта в составе миссии Europa Clipper вследствие повышения общего веса полезной нагрузки аппарата возможна лишь в случае выбора SLS в качестве ракеты-носителя. Однако в мае 2015 года, после оглашения списка инструментов для зонда, НАСА не исключило появление спутников CubeSat в составе миссии.
В августе 2015 года стало известно, что научная команда проекта обсуждает модификацию миссии, при которой она станет аналогом миссии «Кассини» и будет помимо основного аппарата иметь спускаемый аппарат. В случае, если НАСА одобрит включение спускаемого аппарата в состав миссии, разработкой оного займутся учёные Европейского космического агентства. Аппарат, вероятно, будет иметь бур для изучения природы верхнего слоя ледяной корки Европы.
Всего для подобных аппаратов в составе зонда предложено зарезервировать 250 кг массы.

### Спускаемый аппарат
Прим: Europa Lander это отдельная будущая миссия, она не является частью Europa Clipper.

В конце 2015 года Конгресс США принял бюджет НАСА, предполагающий дополнить миссию к Европе спускаемым аппаратом. Предполагается, что это будет небольшой посадочный аппарат массой около 230 кг (из которых 42 кг — научное оборудование) и сроком активного существования 20+ дней. Задачей аппарата будет исследование химической структуры ледяной корки Европы.
Данное требование Конгресса значительно усложняет разработку миссии к Европе, поскольку НАСА не обладает готовой платформой для аппарата столь высокой сложности. Кроме того, включение такого аппарата в состав единой миссии к Европе значительно увеличит общую массу, а, следовательно, и время перелёта к системе Юпитера.
В идее создания спускаемого аппарата (небольшой лендер с пенетратором) совместно с НАСА заинтересовано Европейское космическое агентство, которое может вложить в проект сумму, не превышающую 550 млн евро.
9 февраля 2017 года НАСА обнародовало планы по созданию спускаемого аппарата. Все разрабатываемые приборы будут созданы на основе зарекомендовавших себя аналогов, использовавшихся в миссиях НАСА и ЕКА: марсоход Curiosity, зонд «Розетта», посадочный модуль Phoenix и марсоход «Пастер» в составе европейско-российской миссии «Экзомарс».
Запуск аппарата предполагалось совершить не раньше конца 2025 года с помощью РКН SLS Block 1B отдельно от орбитера. При этом до Юпитера он смог бы долететь лишь в 2030 году и только через год сможет сесть на Европу, так как перед этим ему предстоит выйти на орбиту газового гиганта. Масса зонда должна составить примерно 16,6 тонны. Размещенное на нем оборудование будет весить чуть больше 45 килограммов.
Предполагаемая схема перелета:
1. 2024 год — запуск (самая ранняя возможная дата);
2. октябрь 2026 года — гравитационный манёвр у Земли;
3. октябрь 2029 года — прибытие в систему Юпитера;
4. апрель 2031 года — посадка аппарата на Европу (самая ранняя возможная дата).

По состоянию на 2023 год, миссия Europa Lander не включена в бюджет NASA и не является приоритетной в соответствии с десятилетним обзором планетарной науки, подготовленном в 2022 году для NASA Национальным научным фондом США.

## Схожие миссии
Европейское космическое агентство запустило 14 апреля 2023 года космический аппарат JUICE для исследования Юпитера и его спутников (в первую очередь Ганимедa и Каллисто); прибытие к Юпитеру запланировано на июль 2031 года. Роскосмос и Японское космическое агентство также рассматривают возможности запуска своих аппаратов в систему Юпитера (Лаплас — Европа П, Jupiter Magnetospheric Orbiter), но по состоянию на 2019 год они либо отменены, либо отложены на неопределённый срок.